# Vösendorfer Graben
Der Vösendorfer Graben, auch Vösendorfergraben, ist ein Bach im 13. Wiener Gemeindebezirk Hietzing. Er ist ein Zubringer des Lainzerbachs.

## Verlauf
Der Vösendorfer Graben hat eine Länge von 2165 m bei einer Höhendifferenz von 174 m. Sein Einzugsgebiet ist 0,9 km² groß. Der Bach verläuft in West-Ost-Richtung durch das Naturschutzgebiet Lainzer Tiergarten. Er entspringt am Kaltbründlberg und mündet im 1,5 ha großen Hohenauer Teich in den Lainzerbach.

## Geschichte
Der Name Vösendorfer Graben verweist darauf, dass Vösendorf wie andere waldarme Herrschaften des Wiener Beckens im Lainzer Tiergarten Besitz hatte. Der Hohenauer Teich wurde im Zeitraum zwischen 1780 und 1825 künstlich angelegt. Das exakte Datum und der Zweck seiner Anlage sind unbekannt.

## Ökologie
Der Bach ist ein Lebensraum der Mopsfledermaus (Barbastella barbastellus). In seinem Unterlauf verläuft er durch alte Feld-Ahorn-Hainbuchen-Wälder.

## Brücken
Der Vösendorfer Graben wird von folgenden Brücken gequert, gereiht in Fließrichtung:
- Holzplatzbrücke: Die 7 m lange und 6 m breite Stahlbeton-Straßenbrücke der Hermesstraße wurde 1983 erbaut.
- Teichhausbrücke I: Die 7 m lange und 5 m breite Stahlbeton-Straßenbrücke der Hermesstraße wurde 1949 erbaut.
- Teichhausbrücke II: Die 5 m lange und 4 m breite Straßenbrücke aus Stahl wurde 1940 erbaut.[5]